# Karol Polakiewicz
Karol Polakiewicz (ur. 4 marca 1893 w Dublanach, zm. 4 września 1962 w São Paulo) – polski prawnik i polityk PSL „Piast”, Stronnictwa Chłopskiego, BBWR i OZN, kapitan Wojska Polskiego, członek Komendy Naczelnej Związku Legionistów Polskich od 1936 roku, wolnomularz.

## Wczesne lata
Jego ojciec Włodzimierz był urzędnikiem kolejowym. Uczęszczał do gimnazjów w Krakowie i Lwowie. Ukończył studia prawnicze na Uniwersytecie Lwowskim (według niektórych źródeł – na Uniwersytecie Jagiellońskim). W 1916 obronił doktorat.

## Kariera wojskowa
Po wybuchu I wojny światowej 20 sierpnia 1914 wstąpił do Legionów Polskich. Służył w III Brygadzie, 3 i 4 pułku piechoty. Brał udział w kampanii karpackiej i w bitwie pod Mołotkowem. W tym czasie ukończył szkołę podchorążych. 31 sierpnia 1915 Polakiewicz został ciężko ranny w bitwie pod Jastkowem. Później, w stopniu chorążego, a następnie podporucznika, brał udział w kampanii wołyńskiej. Ponownie ranny w 1916 w bitwie pod Rudką Miryńską. Podczas kryzysu przysięgowego spędził 4 dni w areszcie. Później działał w Polskiej Organizacji Wojskowej.
W Wojsku Polskim, jako porucznik, a następnie kapitan, dowódca 6 kompanii 4 pułku piechoty w Krakowie. Później szef kancelarii DOG, referent polityczny. Od czerwca 1919 pełnił służbę w Oddziale II Sztabu Generalnego Wojska Polskiego jako szef sekcji plebiscytowej, szef sztabu misji pokojowej w Rydze i zastępca szefa oddziału politycznego. Służbę zakończył 1 stycznia 1921 na własną prośbę, w stopniu majora. Następnie wyjechał do Oksfordu, gdzie przez półtora roku studiował ekonomię polityczną.

## Działalność polityczna
Jako reprezentant Naczelnego Wodza i Ministra Spraw Wojskowych był członkiem Głównej Rady Plebiscytowej w łonie Rady Ministrów.
Karierę polityczną rozpoczął jako członek PSL „Piast”. W 1922 wszedł do Sejmu z ramienia tej partii, z okręgu nr 5 (obejmującym Białystok, Wołkowysk i Sokółkę). 26 maja 1923 opuścił PSL „Piast”, wraz z grupą posła Jana Dąbskiego, w proteście przeciwko zawarciu przez partię sojusz z endecją (tzw. pakt lanckoroński). Wszedł w skład klubu parlamentarnego PSL Jedność Ludowa. Później Polakiewicz był jednym ze współtwórców Stronnictwa Chłopskiego. OD 1926 do 1928 zasiadał w Radzie Naczelnej tej partii. 16 sierpnia 1927 objął stanowisko prezesa zarządu wojewódzkiego SCh w Białymstoku. Od 15 maja do 15 czerwca 1927 był redaktorem naczelnym organu prasowego SCh, „Życia Chłopskiego”.
W 1928 usunięto go z szeregów partii – Polakiewicz był zwolennikiem współpracy z obozem rządowym. Wstąpił do Bezpartyjnego Bloku Współpracy z Rządem. Z ramienia BBWR wszedł w skład Sejmu. Mandat uzyskał z okręgu nr 5. Od 1928 do 1937 był prezesem Związku Młodzieży Ludowej (organizacji prosanacyjnej). Sprawował również cały szereg innych funkcji: wiceprezesa Związku Legionistów Polskich (od 1936), prezesa Koła Czwartaków, prezesa Związku Gmin Wiejskich RP (od 1932), prezesa Legionu Śląskiego, członka Zarządu Głównego Związku Strzeleckiego.
W 1930 ponownie wybrany na posła z listy BBWR, w okręgu nr 11. Został wybrany na wicemarszałka Sejmu i wiceprezesa klubu BBWR.
13 lutego 1935 decyzją Sądu Obywatelskiego został wykluczony z BBWR. 25 lutego złożył mandat parlamentarny. Pomimo tego po powstaniu Obozu Zjednoczenia Narodowego przystąpił do tej organizacji wraz z kierowanym przez siebie ZML.
Po wybuchu II wojny światowej wyemigrował do Brazylii. Tam prowadził działalność polonijną – w 1948 został sekretarzem okręgowym Unii Polaków w Brazylii w São Paulo.

## Odznaczenia
- Krzyż Srebrny Orderu Virtuti Militari[5],
- Krzyż Niepodległości (6 czerwca 1931)[6],
- Krzyż Oficerski Orderu Odrodzenia Polski[5],
- Krzyż Walecznych (czterokrotnie)[3],
- Złoty Krzyż Zasługi (3 grudnia 1930)[7],
- Krzyż na Śląskiej Wstędze Waleczności i Zasługi.